# Pareutropius buffei
Pareutropius buffei är en fiskart som först beskrevs av Gras, 1961.  Pareutropius buffei ingår i släktet Pareutropius och familjen Schilbeidae. IUCN kategoriserar arten globalt som livskraftig. Inga underarter finns listade i Catalogue of Life.